# 후쿠야마정 (후쿠시마현)
후쿠야마정(富久山町)은 후쿠시마현 아사카군에 설치되었던 정이다. 1965년 5월 1일 고리야마시와 아사카군 모든 정·촌(아사카정·미호타촌·오세촌·가타히라촌·기쿠타촌·히와다정·후쿠야마정·고난촌·아타미정), 다무라군의 다무라정이 합병, 고리야마시가 새롭게 설치되고 폐지되었다.